# Liao Yiwu
Dans ce nom chinois, le nom de famille, Liao, précède le nom personnel.
Œuvres principales
Dans l'empire des ténèbres
Dieu est rouge
Compléments
Signataire de la Charte 08
Liao Yiwu, alias Lao Wei, est un écrivain, poète et musicien chinois né le 16 juin 1958 à Yanting dans le Sichuan. 
De 1990 à 1994, il est emprisonné après avoir dénoncé la répression des manifestations de la place Tian'anmen de 1989. Il est l'un des 303 intellectuels chinois signataires de la Charte 08. Il vit exilé en Allemagne depuis juin 2011. 

## Biographie
Liao Yiwu est le fils d’un professeur de littérature, condamné lors de la révolution culturelle en 1966. Né durant la grande famine, Liao Yiwu faillit en mourir à l'âge de 2 ans. Dans les années 1980, il vagabonde gagnant sa vie comme routier, cuisinier ou ouvrier. Il découvre des « poètes interdits » ; Arthur Rimbaud, John Keats ou Charles Baudelaire.
Il est arrêté en 1990 et passe 4 ans en prison, dans le Centre d'investigation de Songshan,  comme « contre-révolutionnaire » après avoir publié un poème intitulé Le Grand Massacre concernant la répression des manifestations de la place Tian'anmen de juin 1989,. Il subit des tortures en prison. Dès le premier jour, il prend connaissance des punitions appliquées à travers une brochure spécifique. Ce menu comprend « le ragoût de groin de cochon » (les lèvres de la victime sont écrasées entre deux baguettes) ou « le Mapo tofu » (des grains de poivre sont introduits dans l’anus). Il est psychologiquement affecté et commet deux tentatives de suicide. Lors de cet emprisonnement, il apprend à jouer de la flûte xiao (flûte en bambou) avec un moine tibétain incarcéré.  
Sa libération, annoncée par John Kamm à la même date que celle de Xiao Bin et Ding Junze, se produit en 1994 et il se retrouve seul. Ses anciens « compères beatniks » se sont détournés de la politique et sont lancés dans les affaires. Sa femme Axia, après avoir été emprisonnée à cause de lui, a demandé le divorce. Il ne reverra pas sa fille Miao Miao, née pendant sa captivité.  En 2008, il sera l'un des 303 signataires de la charte 08 pour promouvoir la réforme politique et le mouvement démocratique chinois dans la République populaire de Chine,.

### Exil en Allemagne
En 2011, il s'exile en Allemagne. La même année, il reçoit le Prix frère et sœur Scholl.
En juin 2012, Liao Yiwu s'est vu décerner le Prix de la paix des libraires allemands. En septembre, il est l'invité d'honneur du Festival international de littérature de Berlin (en) où il organise une exposition sur les « prisons, visibles et invisibles » et parle abondamment du 17e karmapa en exil et des auto-immolations de Tibétains au Tibet lors de la cérémonie d'ouverture. En septembre, il rencontre le 17e karmapa à Dharamsala en Inde dans ses efforts pour qu'il soit autorisé à se rendre en Allemagne,. En juin 2014, lors de la visite du karmapa à Berlin, il donna une représentation musicale, accompagné du contrebassiste Marcus Hagerman. 
Le 10  décembre 2012, il passe une nuit dans la prison de Stockholm où il entendait protester à la suite de la remise du prix Nobel de littérature à Mo Yan, un écrivain chinois dont il dénonce l'ambiguïté envers le système de censure et d’oppression en Chine.
En 2019, à la suite des importantes manifestations de 2019 à Hong Kong, il publie un poème intitulé « Élégie pour Hongkong » (traduit en français par la sinologue Marie Holzman).

## Accueil critique
Robert Badinter considère son ouvrage  Dans L’Empire des ténèbres  comme « l’un des grands livres de la littérature pénitentiaire, à côté de Soljenitsyne ». Pierre Haski y note une « écriture rabelaisienne », un « humour ravageur » et « beaucoup d’autodérision », mais c'est aussi d'« une violence, physique et morale, insupportable ». Grégoire Leménager, critique littéraire au Nouvel Observateur, qualifie le livre  Dans L’Empire des ténèbres  de « magistral » et indique que Liu Xiaobo le juge comme un « chef-d’œuvre ».

## Œuvres
Ses livres restent interdits en Chine, mais ils circulent en versions piratées. 

### Article
- Français, qu'avez-vous fait de vos valeurs ?, Le Monde, 17 mai 2013, traduit du chinois par Marie Holzman

### Livres
- Dans l’empire des ténèbres, Édition Globe, 2019[4].
- Des balles et de l’opium, Édition Globe, 2018[18].
- Dieu est rouge  L'histoire secrète de la survie et du rayonnement du christianisme dans la Chine communiste (2014)
- Dans l'empire des ténèbres, préface de Marie Holzman et Jean-François Bouthors, postface de Herta Müller, trad. Gao Yun, Marc Raimbourg et Marie Holzman, François Bourin Editeur, 2013,  (ISBN 2849413623)
- L'Empire des bas-fonds, trad. Marie Holzman, Éditions Bleu de Chine, 2003,  (ISBN 978-2-910884-60-4)
- Poèmes de prison : Le grand massacre - L'Ame endormie, trad. Shanshan Sun et Anne-Marie Jeanjean, Éditions L'Harmattan, 2008,  (ISBN 978-2-296-04865-2)
- Quand la terre s’est ouverte au Sichuan : Journal d’une tragédie, trad. Marie Holzman et Marc Raimbourg, Éditions Buchet/Chastel, 2010,  (ISBN 978-2-283-02431-7)
- La Chine d'en bas, préface de Philip Gourevitch trad. de l'anglais (États-Unis) Ariane Bataille, Éditions 13e Note, 2014,  (ISBN 978-2-363-74059-5)
- (en) The Corpse Walker: Real-Life Stories, China from the Bottom Up, publié à Taïwan en 2001.
- (en) The Last of China's Landlords 最后的地主 (two volumes) printed in Hong Kong, published by The Laogai Research Foundation, Washington D.C. in April 2008. Website www.laogai.org   (ISBN 978-1-931550-19-2)
- (en) Earthquake Insane Asylum" 地震疯人院 in Taiwan 2009; French edition 2010.